# 元祖ニュータンタンメン本舗
元祖ニュータンタンメン本舗（がんそニュータンタンメンほんぽ）は、神奈川県川崎市を中心に店舗を展開するタンタンメンを主とした中華系チェーンストア。株式会社みなもとが経営している。

## 概要

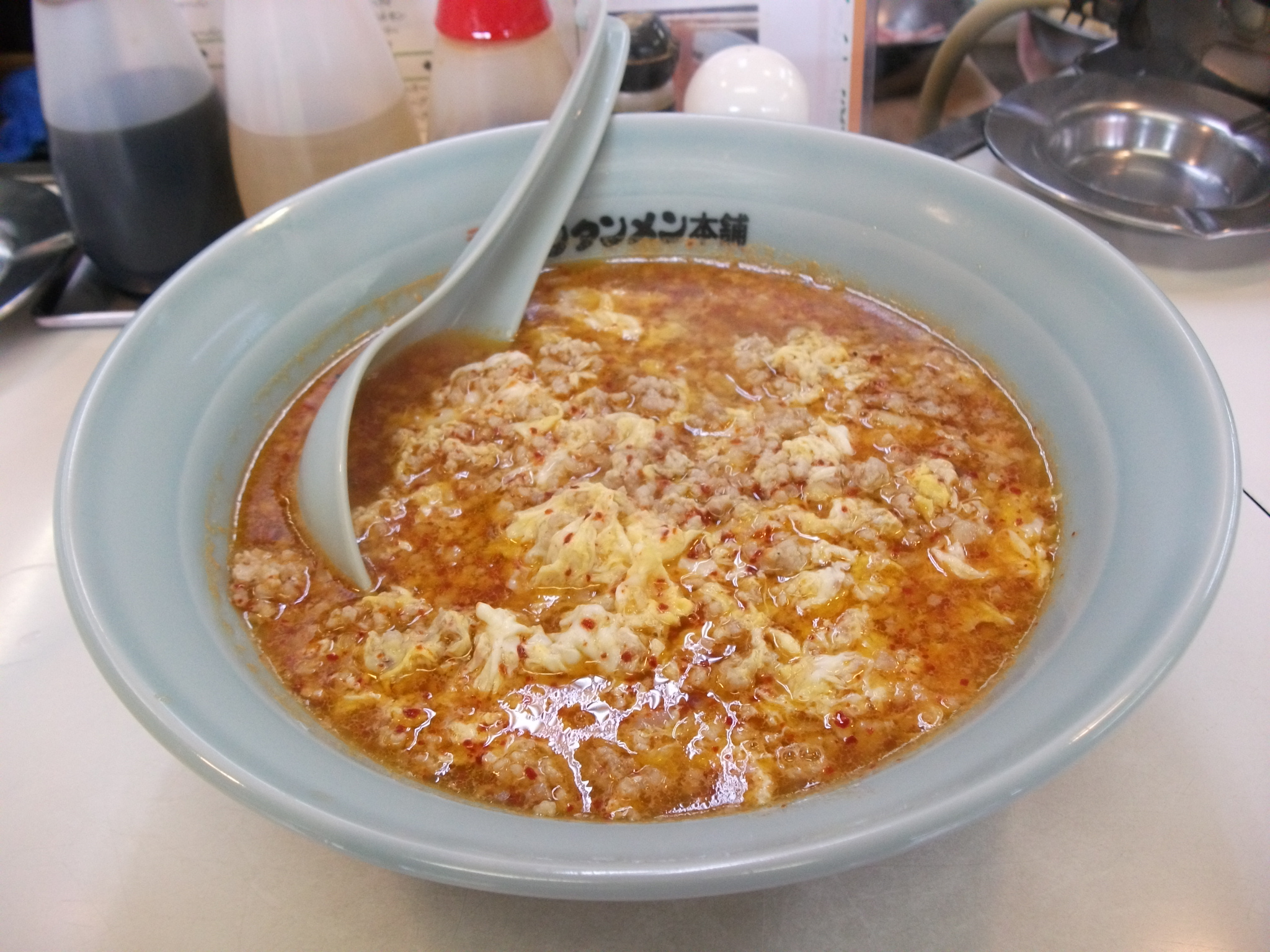
ニュータンタンメン

1964年（昭和39年）、五十嵐源吉が中華料理店（現在の京町店）を開業。1967年（昭和42年）、肉体労働者やタクシー運転手向けにスタミナが付く料理として担々麺をアレンジし提供した。中国本土で食べられている担々麺や日本の中華料理店で一般的に供される担々麺のいずれとも違う独自の料理であることから「ニュータンタンメン」と名付けられた。
このタンタンメンは、鶏ガラや豚ガラ塩味ベースのスープに粗挽きの唐辛子・溶き卵・ニンニク・ひき肉を加え調理されている。ラーメン王と呼ばれるライターの石神秀幸による分類では川崎溶き卵タンタンである。
2019年11月18日、サンヨー食品によりカップ麺化され全国で発売。同商品の好評ぶりを受けて、翌年9月のリニューアル時には前回の3倍となる初回出荷量で発売された。

## 店舗
川崎市、横浜市をはじめとする神奈川県、東京都、長野県、埼玉県、宮城県、千葉県に46店舗（2022年4月現在）を有する。類似店と区別するため、直系店舗の丼の底部には創業者・五十嵐源吉の名前に由来するイソゲン（五十源）のロゴがプリントされている。
なお、店舗により味噌ラーメンや醤油ラーメン等もある。ラーメンだけではなく、餃子などのサイドメニューや焼肉、中華料理もある。